# Diócesis de Lubbock
La diócesis de Lubbock (en latín: Dioecesis Lubbokensis y en inglés: Roman Catholic Diocese of Lubbock) es una circunscripción eclesiástica de la Iglesia católica en Estados Unidos. Se trata de una diócesis latina, sufragánea de la arquidiócesis de San Antonio. Desde el 27 de septiembre de 2016 su obispo es Robert Milner Coerver.

## Territorio y organización
La diócesis tiene 60 532 km² y extiende su jurisdicción sobre los fieles católicos de rito latino residentes en el estado de Texas en los 25 condados de: Bailey, Borden, Cochran, Cottle, Crosby, Dawson, Dickens, Fisher, Floyd, Gaines, Garza, Hale, Haskell, Hockley, Jones, Kent, King, Lamb, Lubbock, Lynn, Motley, Scurry, Stonewall, Terry y Yoakum.
La sede de la diócesis se encuentra en la ciudad de Lubbock, en donde se halla la Catedral de Cristo Rey.
En 2021 en la diócesis existían 61 parroquias.

## Historia
La diócesis fue erigida el 25 de marzo de 1983 con la bula Monent prudentia del papa Juan Pablo II, obteniendo el territorio de las diócesis de Amarillo y San Ángelo.

## Estadísticas
Según el Anuario Pontificio 2022 la diócesis tenía a fines de 2021 un total de 137 330 fieles bautizados.
| Año                                                                             | Población            | Población | Población      | Sacerdotes | Sacerdotes    | Sacerdotes    | Bautizados por sacerdote | Diáconos permanentes | Religiosos | Religiosos | Parroquias |
| Año                                                                             | Bautizados católicos | Total     | % de católicos | Total      | Clero secular | Clero regular | Bautizados por sacerdote | Diáconos permanentes | Varones    | Mujeres    | Parroquias |
| ------------------------------------------------------------------------------- | -------------------- | --------- | -------------- | ---------- | ------------- | ------------- | ------------------------ | -------------------- | ---------- | ---------- | ---------- |
| 1990                                                                            | 50 185               | 454 600   | 11.0           | 48         | 35            | 13            | 1045                     | 26                   | 13         | 47         | 37         |
| 1999                                                                            | 55 781               | 410 180   | 13.6           | 42         | 33            | 9             | 1328                     | 48                   |            | 38         | 36         |
| 2000                                                                            | 55 781               | 451 995   | 12.3           | 44         | 34            | 10            | 1267                     | 48                   | 10         | 29         | 34         |
| 2001                                                                            | 55 701               | 451 995   | 12.3           | 45         | 38            | 7             | 1237                     | 49                   | 7          | 27         | 36         |
| 2002                                                                            | 55 701               | 486 910   | 11.4           | 52         | 45            | 7             | 1071                     | 49                   | 7          | 24         | 34         |
| 2003                                                                            | 80 742               | 451 995   | 17.9           | 54         | 46            | 8             | 1495                     | 49                   | 8          | 27         | 37         |
| 2004                                                                            | 80 742               | 451 995   | 17.9           | 55         | 47            | 8             | 1468                     | 49                   | 8          | 26         | 62         |
| 2013                                                                            | 90 300               | 509 800   | 17.7           | 52         | 41            | 11            | 1736                     | 71                   | 11         | 21         | 62         |
| 2016                                                                            | 138 772              | 520 849   | 26.6           | 52         | 39            | 13            | 2668                     | 64                   | 13         | 25         | 63         |
| 2019                                                                            | 138 800              | 532 275   | 26.1           | 58         | 41            | 17            | 2393                     | 65                   | 17         | 28         | 62         |
| 2021                                                                            | 137 330              | 496 000   | 27.7           | 48         | 36            | 12            | 2861                     | 87                   | 12         | 26         | 61         |
| Fuente: Catholic-Hierarchy, que a su vez toma los datos del Anuario Pontificio. |                      |           |                |            |               |               |                          |                      |            |            |            |

## Episcopologio
- Michael Jarboe Sheehan (25 de marzo de 1983-17 de agosto de 1993 nombrado arzobispo de Santa Fe)
- Plácido Rodríguez, C.M.F. (5 de abril de 1994-27 de septiembre de 2016 retirado)
- Robert Milner Coerver, desde el 27 de septiembre de 2016